# Plein 26

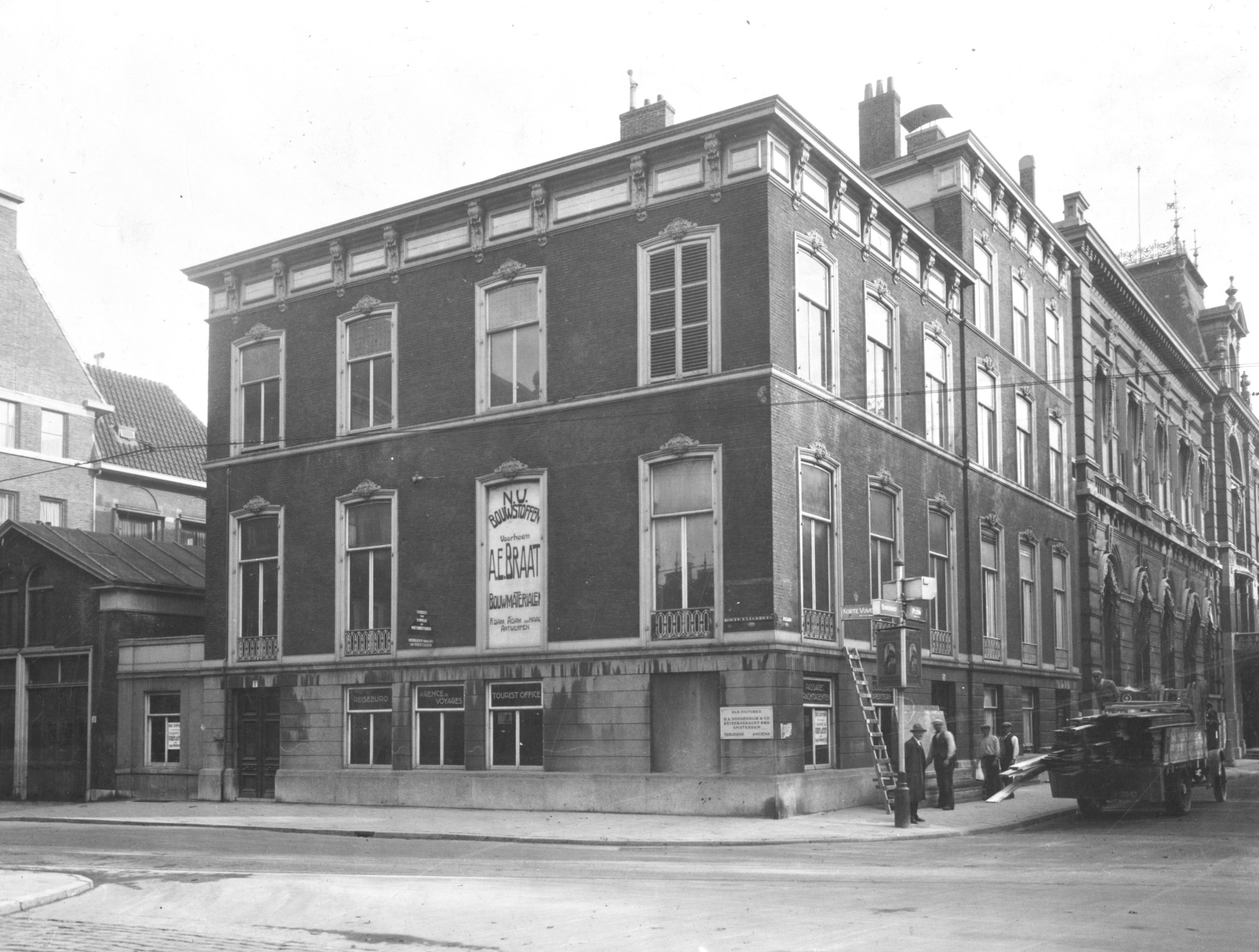
De voormalige bebouwing van Plein 26 in 1920

Plein 26 is een gebouw aan het Plein in Den Haag op de hoek van de Korte Vijverberg. Het pand ontworpen door Jo Limburg is in 1930 gebouwd als uitbreiding van Sociëteit de Witte. Sinds 2014 maakt het deel uit van het aan de overzijde gelegen museum Mauritshuis.
Het gebouw loopt niet haaks en daardoor heeft de architect ervoor gekozen de hoek uit te voeren met een ronde kamer en een stomp lopende buitenmuur. Vanwege door het Mauritshuis geuite bezwaren in 1927 over inperking van lichtval voor hun tentoonstellingeszalen is de gevel aan deze kant lager uitgevoerd dan de rest van het gebouw. Aan de zijde van het Plein is de gevel van de sociëteit een deel doorgetrokken in de uitbreiding om tot een volledige symmetrie van het oorspronkelijke sociëteitsgebouw te komen.
Na de oorlog was de sociëteit te ruim bemeten en van 1964 tot 1984 werd het gebouw verhuurd aan een onderdeel van het ministerie van Defensie. Van 1989 tot 2007 werd het verhuurd aan uitgeverij Kluwer. Daarna huurde het Rijksmuseum Amsterdam het gebouw om er een dependance met aandacht voor de parlementaire democratie in te richten. Het was het eigen antwoord van het Rijksmuseum voor een Huis van de Democratie of een Nationaal Historisch Museum Door gebrek aan financiële partners werd dit later dat jaar stopgezet.
Het Mauritshuis dat voor verschillende grote tentoonstellingen al genoodzaakt was bezoekers op te vangen op pontons in de hofvijver ging een samenwerking aan en vond Shell als sponsor. In 2014 werd het hoekpand verbonden met het Mauritshuis via een tunnel onder de Korte Vijverberg. Het in 1987 aangelegde depot onder het voorplein werd hierbij uitgebroken in een ruim licht foyer dat doorloopt tot onder de sociëteit, naar ontwerp van architect Hans van Heeswijk. Begin 2012 startten de werkzaamheden en sloot het museum.
Het hoekpand is in langdurige bruik gegeven door de sociëteit die daarbij zorgdraagt voor diners en de ontvangsten. Het dient als tentoonstellingsvleugel voor wisseltentoonstellingen, kantoorruimte, bibliotheek en workshopruimte.